# شاهزاده اوساکابه
شاهزاده اوساکابه (به ژاپنی: 刑部(忍壁)親王, Osakabe Shinnō); ۱ ژانویهٔ ۰۶۵۰ – ۶ ژوئن ۰۷۰۵) یک شاهزاده امپراتوری ژاپن بود که به نوشتن ضوابط تایهو (۶۸۱ م)، در کنار فوجیوارا نو فوهیتو کمک کرد.